# Полымя (часопис)

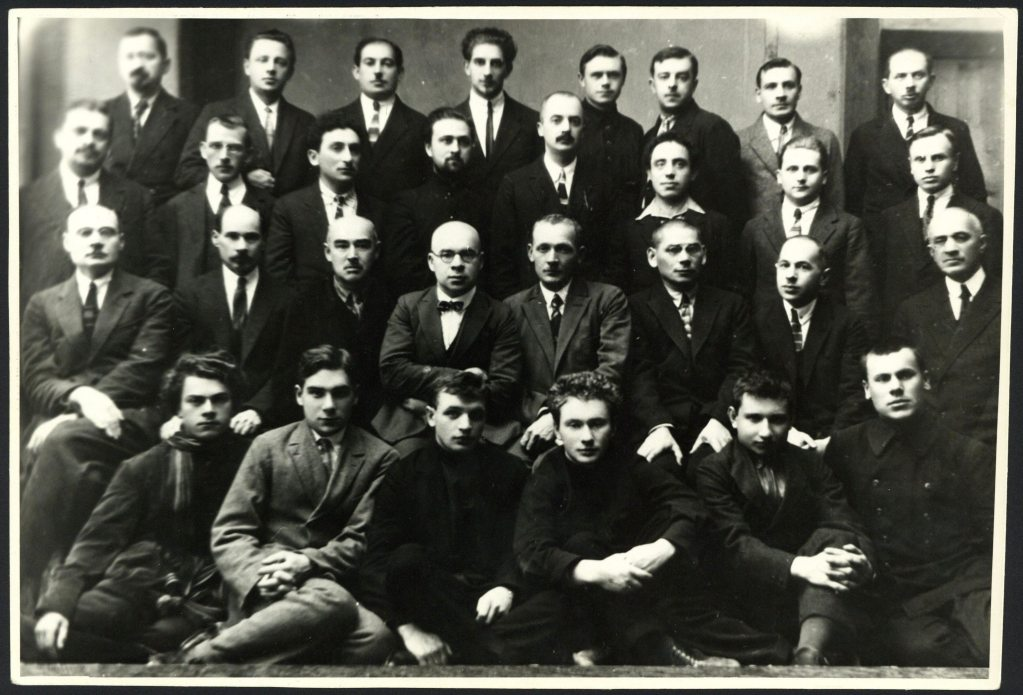
Співпрацівники журналу «Полымя». 1926–1927 гг.

«Полымя» (часопис) (біл. «Полымя»)  — найстаріший щомісячний літературно-художній і громадсько-політичний журнал Союзу письменників Білорусі.  Журнал публікує прозу, поезію, публіцистику, критичні і літературознавчі статті, рецензії та переклади. Журнал нагороджений орденом «Знак Пошани».

## Історія
Виходить з грудня 1922 білоруською мовою в Мінську . Вийшло більше 1015 номерів.  Біля витоків створення стояли Якуб Колас і Янка Купала.
Навколо журналу об'єдналися найстарші білоруські письменники, які в 1927 році утворили літературну організацію «Полум'я» (Я. Купала, Я. Колас, А. Гурлі, Т. Гартний). Редакція привертала до співпраці також учасників літературних організацій «Молодняк» і « Узвишшя». Починаючи з 1934 року «Полум'я» - орган Спілки письменників .
Перші десять років (до 1932 року) журналом керувала редакційна колегія, до складу якої входили Тишка Гартний, Змітрок Бядуля, Всеволод Ігнатовський, Вульф Нодель. У 1932 році першим редактором був призначений Платон Головач і журнал почав називатися «Полум'я революції» (біл. «Полымя рэвалюцыі»).  У 1933 році редактором видання став Михайло Линьков. У роки Другої світової війни журнал не виходив. Відновлений в січні 1945 року під своєю сучасною назвою.
У 2002-2012 роках входив до складу редакційно-видавничої установи «Література і мистецтва».  Тепер - у складі редакційно-видавничого установи Видавничого дому «Звязда» .

## Головні редактори
- Платон Головач (1932-1933)
- Михайло Линьков (1933-1941)
- Іван Мележ (1941-1945)
- Петро Бровка (1945-1948)
- Максим Танк (1948-1967)
- Павло Ковальов (1967-1972)
- Кастусь Киреєнко (1972-1986)
- Сергій Законников (1986-2002)
- Микола Метлицький (2002-2014)
- Олесь Бодак (з 2014 року)
- Альона Мальчевська (з 2015 року в.о. головного редактора, в 2017-2021 — головний редактор)
- Віктор Шніп (з липня 2021)

## Співробітники
У журналі працювали Кондрат Кропива, Федос Шінклер, Григорій Березкін, Микола Хведорович, Василь Вітка, Петро Глебка, Михайло Машара, Ян Скриган, Алесь Бачило, Сергій Смикай, Геннадій Клевко, Олексій Русецький, Іван Мележ, Янка Бриль, Іван Чигринов, Анатолій Велюгін, В'ячеслав Адамчик, Борис Саченко, Михайло Стрільців, Ригор Бородулін.

## Зміст
Існують постійні рубрики «Поезія», «Проза», «В єднанні братському» (переклади), «Літературознавство», «Постаті», «Документи епохи», «Наукові публікації», «Сторінки долі».

## Автори
У післявоєнні роки в журналі були опубліковані практично всі найбільші твори білоруської прози.  У журналі в різний час публікувалися Якуб Колас , Янка Купала, Михась Чарот, Тишка Гартний, Кузьма Чорний, Петро Бровка, Аркадій Кулешов, Кондрат Кропива, Максим Танк, Іван Мележ, Іван Шамякін, Василь Биков, Володимир Короткевич, Максим Лужанін, Іван Науменко, Іван Чигринов, Янка Бриль, Василь Вітка.

## Найвідоміші опубліковані твори
- Іван Мележ - «Люди на болоті» (1961)
- Янка Бриль - «Птахи і гнізда» (1963)
- Іван Шамякін - «Серце на долоні» (1963)
- Володимир Короткевич - «Колосся під серпом твоїм» (1965)
- Василь Биков - «Знак біди» (1983)
- В'ячеслав Адамчик — «Чужа вотчина» (1978)

## Цікаві факти
- Першу обкладинку журналу намалював художник Михась Пилипович.